# Dermomurex alabastrum
Dermomurex alabastrum là một loài ốc biển nhỏ, là động vật thân mềm chân bụng sống ở biển thuộc họ Muricidae, họ ốc gai.